# 1986 (Film)
1986 ist ein Filmdrama von Lothar Herzog, das im September 2019 beim Zurich Film Festival seine Premiere feierte und am 9. September 2021 in die deutschen Kinos kam.

## Handlung
Die junge weißrussische Studentin Elena lebt in Minsk und findet keinen Halt im Leben. Ihr Freund Viktor verhält sich immer undurchsichtiger, und die Beziehung mit ihm gestaltet sich zunehmend schwierig. Als ihr Vater plötzlich verhaftet wird, muss sie seine illegalen Geschäfte fortsetzen, um das Geld für die Kaution aufzutreiben. Hierfür muss sie wiederholt in die „verbotene Zone“ von Tschernobyl fahren, eine Gegend, die durch ihre endlosen Wälder und verlassenen Dörfer fasziniert.

## Produktion
Regie führte Lothar Herzog, der auch das Drehbuch verfasste.
Zum ersten Mal wurde der Film am 30. September 2019 beim Zurich Film Festival gezeigt; ab dem 30. Oktober 2019 wurde er bei den Hofer Filmtagen vorgestellt, ab dem 5. November 2019 beim Minsk International Film Festival Listapad, ab dem 9. November 2019 beim Filmfestival Cottbus und ab dem 26. Januar 2020 beim Slamdance Film Festival in Utah. In die deutschen Kinos kam er am 9. September 2021.

## Kritik
„Eine beklemmende Mischung aus Coming of Age, Gangsterfilm und Liebesgeschichte, die sich zu einer Studie über eine post-sozialistische Gesellschaft verdichtet und mit radikalen Zeitsprüngen und einer herausfordernden Bildgestaltung die Gleichzeitigkeit des Ungleichzeitigen betont. Das großartig gespielte, atmosphärisch-assoziative Drama mündet in einer Flucht, die nicht als Scheitern, sondern als Befreiung erscheint.“

„Dem […] Regisseur gelingt ein eigenwilliges Debüt. Auch wenn sich das Beziehungsgefecht zwischen Elena und Viktor ein ums andere Mal im Kreis dreht, lebt »1986« von seiner Hauptfigur und diesem Bild einer stillen Flucht: hinaus aus selbstzerstörerischen Abhängigkeiten und Zwängen, um sich in einem kontaminierten Gebiet zu verlieren.“

## Auszeichnungen
First Steps 2019
- Auszeichnung mit dem Producer Award (Romana Janik)
- Nominierung als Bester abendfüllender Spielfilm (Lothar Herzog)

Hofer Filmtage 2019
- Auszeichnung für die Beste Regie (Lothar Herzog)

Slamdance Film Festival 2020
- Nominierung als Bester Spielfilm für den Grand Jury Prize (Lothar Herzog)

Zurich Film Festival 2019
- Nominierung als Bester Film für das Goldene Auge Fokus Schweiz, Deutschland, Österreich (Lothar Herzog)[1]